# Кондитер

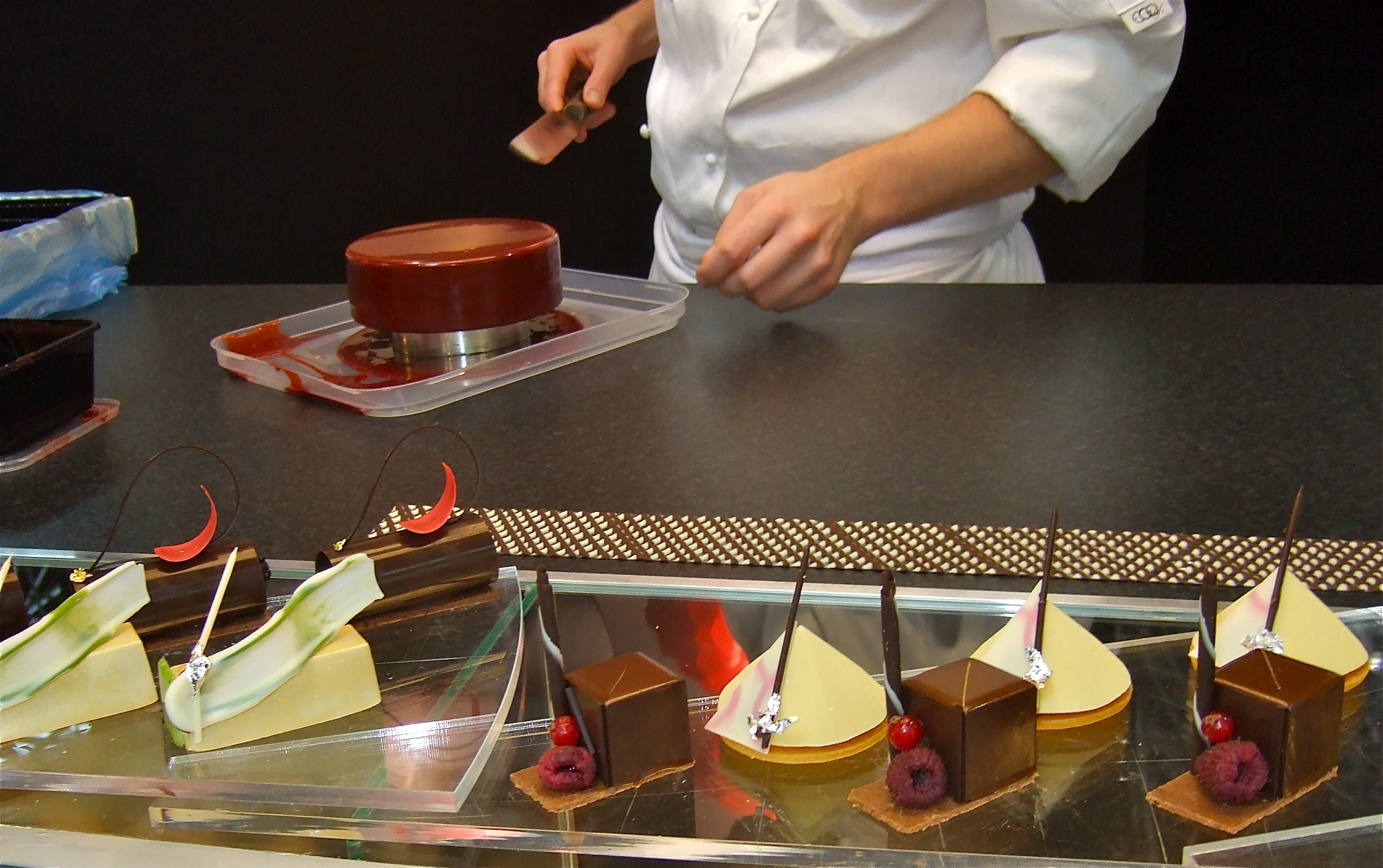
Кондитер за роботою

Кондитер — це професійний кухар, що створює кондитерські вироби, десерти, та інші солодощі. Представників цієї професії можна зустріти у великих готелях, ресторанах і пекарнях. Рідше кондитером називається людина, чий бізнес пов'язаний з продажем кондитерських виробів.

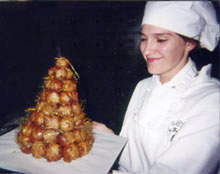
Професійний кондитер презентує традиційний французький крокембуш.

Кондитер займається приготуванням різних видів тіста, начинок, кремів по заданій рецептурі, випікає і прикрашає продукцію. Це — високоякісні, різноманітного виду, смаку та аромату солодкі страви. Більша частина робіт виконується вручну за допомогою спеціальних інструментів, що перетворює професію кондитера на мистецтво.
Це — складна професія, яка потребує не лише естетичного смаку та художніх здібностей від робітника, але багатьох знань та вмінь, передбачає як ручну, так і механізовану роботу за допомогою автоматичних приладів та устаткування: маслорізка, пекарні, змішувачі, ножі, котли, духові шафи тощо. Проводить дуже багато різноманітних операцій: фільтрацію, вимірювання, виготовлення тіста, випікання тощо. Професія кондитера — широка та змістовна, праця кропітка і важка, потребує багато зусиль, напруження, натхнення, творчого пошуку.
Ця професія вимагає від працівника певних індивідуально-психологічних якостей. Кондитер повинен мати хороший невербальний інтелект, високий рівень оперативної пам'яті, концентрації та стабільності уваги, вміння переключати та розподіляти увагу. Він повинен мати розвинуте наочно-дійове та просторове мислення, стійкий інтерес до художньої діяльності, здібності до професій типу «людина — художній образ» (добре ліпити, малювати), розвинену творчу уяву. У кондитера повинна бути розвинена тактильна, м'язова та температурна чутливість, хороший нюх, слух, смак, правильне відчуття кольору, хороша зорова та моторна координація, високий ступінь координації рухів рук.
Крім цього кондитер зобов'язаний знати терміни та умови зберігання інгредієнтів та готових продуктів.